# 王晓光 (1961年)
王晓光（1961年10月—），山东巨野人，中华人民共和国政治人物。

## 生平
1984年8月参加工作，1986年6月加入中国共产党。贵阳师范学院体育系体育专业毕业，贵州省委党校在职研究生学历，管理学硕士。
早年毕业于贵阳师范学院体育系体育专业，后分配到贵阳市警察学校任教师。上世纪90年代初曾短暂任职于贵阳市公安局，任行政科副科长。1991年6月调入中共贵阳市纪委，历任办公室干部、副主任，党风廉政建设办公室副主任、主任。1995年4月，转任中共贵阳市委办公厅副县级秘书；次年8月下放贵阳市乌当区，历任副区长，区委副书记、副区长，区委副书记、区长，区委书记兼贵阳高新技术产业开发区党工委委员、管委会副主任等职。2002年11月任贵阳市副市长，2004年8月任中共贵阳市委常委、秘书长。2008年5月任遵义市代市长，2009年2月任市长。2011年9月任中共六盘水市委书记，2013年11月任中共遵义市委书记。2014年4月任中共贵州省委常委，2017年6月任贵州省人民政府副省长。
2018年1月22日，王晓光辞去贵州省副省长职务，同年3月不再担任中共贵州省委常委。2018年4月1日，中央纪委和国家监察委网站发布消息，宣布王晓光因为涉嫌严重违纪接受纪律审查和监察调查。王晓光是国家监察委正式成立后查办的首位副省级干部，也是首位被“留置”的副省级干部，也是中共十八大以来贵州第三位落马的副省级干部。9月，中共中央决定给予王晓光开除党籍处分；由国家监委给予其开除公职处分；收缴其违纪违法所得；将其涉嫌犯罪问题移送检察机关依法审查起诉，所涉财物随案移送，评价称其“痴迷兰花、玩物丧志”。11月，王晓光涉嫌受贿、贪污、内幕交易一案，由国家监察委员会、重庆市公安局调查、侦查终结，经最高人民检察院指定，由重庆市人民检察院第一分院依法向重庆市第一中级人民法院提起公诉。王晓光是中共十八大以来继中国证监会原副主席姚刚、安徽省原副省长陈树隆、周春雨之后，第四位被控以内幕交易罪的省部级官员，而该罪名在之前实施逮捕时并未公布。国家监察机关（部门）与地方公安机关协同调查贪腐案件也十分罕见。
2019年4月23日，重慶市第一中級人民法院一審公開宣判王曉光受賄、貪污、內幕交易案，以受賄罪判處有期徒刑14年，並處罰款300萬元；以貪污罪判處有期徒刑5年，並處罰金50萬元；以內幕交易罪判處有期徒刑7年，並處罰金人民幣1.7億元。法院決定對王曉光執行有期徒刑20年，並處罰金1.735億元，違法所得及其孽息依法予以追繳，上繳國庫。。